# Траншель, Христоф
Христоф Траншель (1721, Браунсдорф — 1800, Дрезден) — германский композитор и музыкальный педагог, ученик Баха.
Родился в Браунсдорфе 12 июня 1721 года. В 1731 году поступил в гимназию в Мерзебурге, а 21 июня 1742 года — в Лейпцигский университет, где изучал богословие и философию. В Лейпциге он также изучал музыку под руководством Иоганна Себастьяна Баха.
С 1755 года и до конца жизни жил в Дрездене, где давал частные уроки игры на клавесине.
Написал много сонат, полонезов для клавесина, не напечатанных, но в своё время очень распространённых в Германии. Мендель сообщал о трёх сонатах для фортепиано и нескольких менуэтах/полонезах. 
Умер 8 января 1800 года.